# D.light
D.light Design — международная инжиниринговая и торговая компания — разработчик, производитель и один из крупнейших в мире дистрибьюторов бюджетных светодиодных осветительных приборов на солнечных батареях для домохозяйств в Индии, Африке и Южной Америке; а также одноимённая торговая марка.

## Организация
Компания D.light Design основана в 2007 году Сэмом Голдманом и Недом Тозуном, которые первое время были её основными руководителями.
В 2010 году председателем совета директоров, а в марте 2011 года CEO D.light Design стал Донн Тайс, ранее занимавший ведущие руководящие посты в компании с 2008 года.
Штаб-квартира D.light Design расположена Джорджтауне на Большом Каймане (Острова Кайман, Британские заморские территории).
Дополнительные офисы открыты в США (Сан-Франциско), Китае, Индии и Восточной Африке.
В штате у компании на 2010 год числилось около 80 сотрудников.
Компания провела четыре сессии по привлечению инвестиций (посев, A, B, C).
В частности, акционерами компании стали Acumen (A и C), Сеть Омидьяра (C) и Gray Ghost Ventures (A и C).
Часть из них ввели своих представителей в Совет директоров D.light Design.
В 2011 году сообщалось, что к компании обращались представители General Electric с желанием наладить стратегическое партнёрство.

## Деятельность
Продукция компании спроектирована, а бизнес-модель выстроена в соответствии с заявляемой миссией — обеспечением доступа беднейших слоёв населения мира к солнечной электроэнергетике.
Главными продуктами компании являются светодиодные лампы и фонари различной мощности со встроенными солнечными батареями и их системы.
Первый коммерческий продукт был представлен D.light Design в 2008 году.
В Индии продажи начались с лампы Nova стоимостью 30 долларов, которая после дневной зарядки может светить в течение 12 часов в десять раз ярче используемой до этого керосиновой лампы, а также служить подзарядкой для мобильного телефона.
В целом стоимость реализации ламп составляет от 2 до 300 долларов в зависимости от функциональности и размера.
Помимо осветительных приборов компания реализует сопутствующие товары, например, зарядные устройства для мобильных телефонов.
Основные рынки сбыта продукции расположены в Южной Азии и Африке.
Компания официально реализует свои товары в более чем 60 странах.
Кроме официальных целевых рынков продукция компании поступает по независимым каналам во многие страны мира.
Целевая реализация продукции происходит в основном через местные сети (например, АЗС, сельскохозяйственные кооперативы, НПО и другие), в том числе и в качестве опциональных товаров, например, при покупке кухонных плит.
Основной акцент делается на сельские удалённые районы.
При продаже используется несколько видов обеспечения доступности товаров, как то микрокредитование и реализация по принципу «плати за то, что используешь».
D.light Design разрабатывает и производит специализированную линейку систем солнечной электрификации домохозяйствам с критически низким уровнем доходов для компании M-KOPA, которая впервые разработала и применила технологию «pay-as-you-go» (PAYG) к этой области.
Получая массовую обратную реакцию по использованию своей продукции компания ведёт постоянную работу по совершенствованию производимых товаров и каналов сбыта, а также разрабатывает и предлагает новые линейки по направлениям деятельности.

## Показатели деятельности
Компания развивалась стремительными темпами, например, в январе 2010 года D.light Design продал 22 тыс. единиц своей продукции, а спустя месяц — 46 тыс.
На 2012 год в Индии производимые D.light Design лампы были установлены в домах миллиона семей.
На начало 2014 года компания продала более 6 млн светильников почти в 60 странах.
Конечными стейкхолдерами компании на тот момент являлись более 30 млн человек.
На тот момент в более 10 000 торговых точек по всему миру продавали 500 000 фонарей в месяц.
В течение гарантийного трёхлетнего срока непригодными становились менее чем 0,5 % изделий.
По оценкам фонда Acumen на 2015 год у компании было более 13 млн непосредственных бенефициаров, светильники D.light Design привели к экономии домохозяйствами в общей сложности 275 млн долларов США ($150 на семью в течение пяти лет), при этом выбросы углерода были снижены на 375 тыс. тонн в год, и предотвращено было около 2 000 смертей от пожаров.

## Награды и премии
В 2010 году компания отмечена индийской премией Ashden.
В 2013 году d.light получил в качестве премии 1,5 млн долларов от Zayed Future Energy Prize.
В 2014 году создатели и руководители D.light Design Донн Тайс, Нед Тозун и Сэм Голдман названы Фондом Шваба социальными предпринимателями года.
На сайте Всемирного экономического форума опубликован кейс организации.